# Ле Дантю, Огюст
Огюст Ле Дантю (фр. Jean François Auguste Le Dentu; 21 июня 1841, Бас-Тер — 26 октября 1926, Париж) — французский медик. Сын многолетнего мэра Бас-Тера Шарля Ле Дантю (1801—1885).
Практиковал в Париже как хирург с 1872 года, с 1877 года — профессор хирургии в Больнице Неккер.
В 1875 году осуществил первую во Франции успешную операцию по удалению почки. Действительный член Академии медицины (1889).
Наиболее фундаментальный труд Ле Дантю — 10-томный «Очерк клинической и оперативной хирургии» (фр. Traité de Chirurgie clinique et opératoire; 1901—1911, основной соавтор Пьер Дельбе). Кроме того, Ле Дантю опубликовал монографии «Хирургические патологии почек, мочеточников и надпочечников» (фр. Affections chirurgicales des reins, des uretères et des capsules surrénales; 1889) и «Гистологическая диагностика соскобов матки» (фр. Diagnostic histologique des curettages uterins; 1901).